# Leo Noro
Leo Kaarlo Noro, född 1 november 1915 i Tavastehus, död 3 december 1980 i Helsingfors, var en finländsk läkare, specialist i invärtes medicin.
Noro blev medicine och kirurgie doktor 1943. Han innehade en särskild kompetens i företagshälsovård och var 1970–1977 generaldirektör för Medicinalstyrelsen. Han hade ett flertal nationella och internationella uppdrag; var bland annat medlem i WHO:s förvaltningsråd.
Noro utförde vetenskapliga arbeten inom företags- och socialmedicinen samt den allmänna hälsovården. Han belönades med flera pris och förlänades professors titel 1956.